# Themus saipalensis
Themus saipalensis là một loài bọ cánh cứng trong họ Cantharidae. Loài này được Kopetz miêu tả khoa học năm 2004.